# 김광준 (정치인)
김광준(金光俊, 1915년 11월 15일 울진 ~ 1971년 2월 24일)은
대한민국의 정치인이다.
일본 도쿄 주오 대학 전문부 법학부를 졸업하고, 조선변호사시험, 총독부시행 보통문관시험, 일본 고등문관시험 사법과,행정과에 각각 합격하였다. 전남 경무과장, 춘천경찰서장을 역임하였다. 변호사 자격이 있었으며 헌법기초위원, 고시사법행정 양과위원을 지냈다. 초대, 제2대, 제5대 국회의원을 역임하였다.

## 역대 선거 결과
|  | 29.85% |

|  | 41.01% |

|  | 23.88% |

|  | 31.92% |

|  | 32.06% |

|  | 38.79% |

## 참고자료
- 《대한민국 의정총람》, 국회의원총람발간위원회, 1994년
- 김광준 - 대한민국헌정회